# Ym (digramme)
Cette page contient des caractères spéciaux ou non latins. S’ils s’affichent mal (▯, ?, etc.), consultez la page d’aide Unicode.
Pour les articles homonymes, voir YM.
Ym (minuscule ym) est un digramme de l'alphabet latin composé d'un Y et d'un M. 

## Linguistique
- En français, il représente généralement le son [ɛ̃] devant m, b ou p ou en fin de mot. Devant n'importe quelle autre consonne, c'est le digramme « yn » qui représente cette voyelle.

## Représentation informatique
À la différence d'autres digrammes, il n'existe aucun encodage du « ym » sous la forme d'un seul signe. Il est toujours réalisé en accolant les lettres Y et M.